# Vic Anselmo

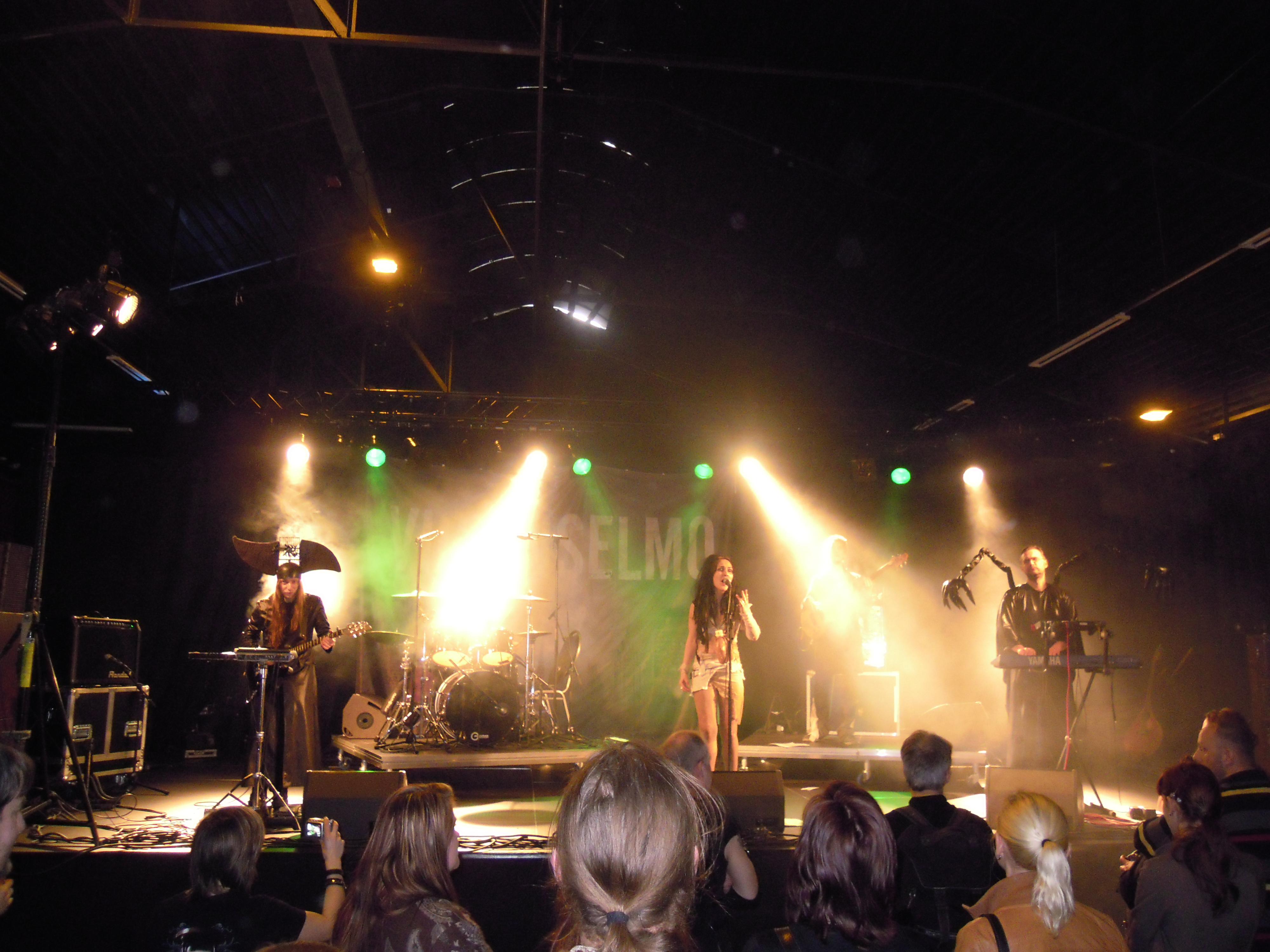
Vic Anselmo op de Gothic & Fantasy Beurs in De Broodfabriek in Rijswijk (2012)

Vic Anselmo (Riga, 21 maart 1985) is een Letse zangeres die met haar band gothicmetal speelt. Ze zingt in een stijl die zich in het midden houdt tussen droomachtig en rauw.
Haar echte naam is Viktorija Kukule, maar omdat ze houdt van de muziek van Pantera noemde ze zichzelf in chats Anselmo, naar de Pantera leadzanger Phil Anselmo. Haar vrienden gingen haar al gauw Victoria Anselmo noemen wat werd afgekort tot Vic Anselmo. Ze woont in Bochum, Duitsland.
In september 2006 verscheen haar demo cd Beverly. Ze heeft daarna twee albums uitgebracht, Trapped in a Dream uit 2008 en In My Fragile uit 2011. Dit laatste album is uitgebracht door het label Danse Macabre en wordt gedistribueerd door Alive AG. In 2015 bracht ze een nieuw album uit: Who Disturbs The Water.
In haar band Inner Fear speelde ook de Cradle of Filth gitarist Ashok en drummer Marthus.

## Discografie
| Cd                     | Jaar van uitgifte | Label          | Opmerking      |
| ---------------------- | ----------------- | -------------- | -------------- |
| Beverly                | 2006              |                | demo           |
| Trapped in a Dream     | 2008              |                |                |
| In My Fragile          | 2011              | Danse Macrabre |                |
| First Born Fear        | 2012              |                | met Inner Fear |
| Who Disturbs The Water | 2015              |                |                |
| Backyard Novelties     | 2016              |                | ep             |